# Anopsicus pecki
Anopsicus pecki är en spindelart som beskrevs av Willis J. Gertsch 1982. Anopsicus pecki ingår i släktet Anopsicus och familjen dallerspindlar.
Artens utbredningsområde är Jamaica. Inga underarter finns listade i Catalogue of Life.